# Caryophyllidea
Caryophyllidea é uma ordem da classe Cestoda. Evidências moleculares demonstraram que o clado é monofilético.